# AA Mackenzie College

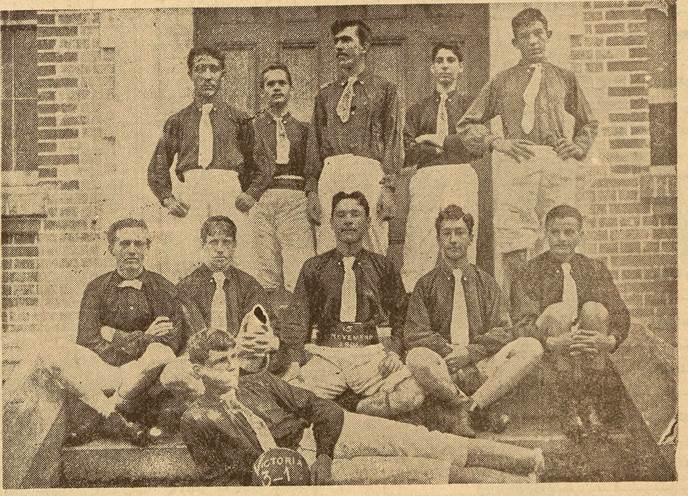
AA Mackenzie 1901 – damals spielte man noch mit Krawatte

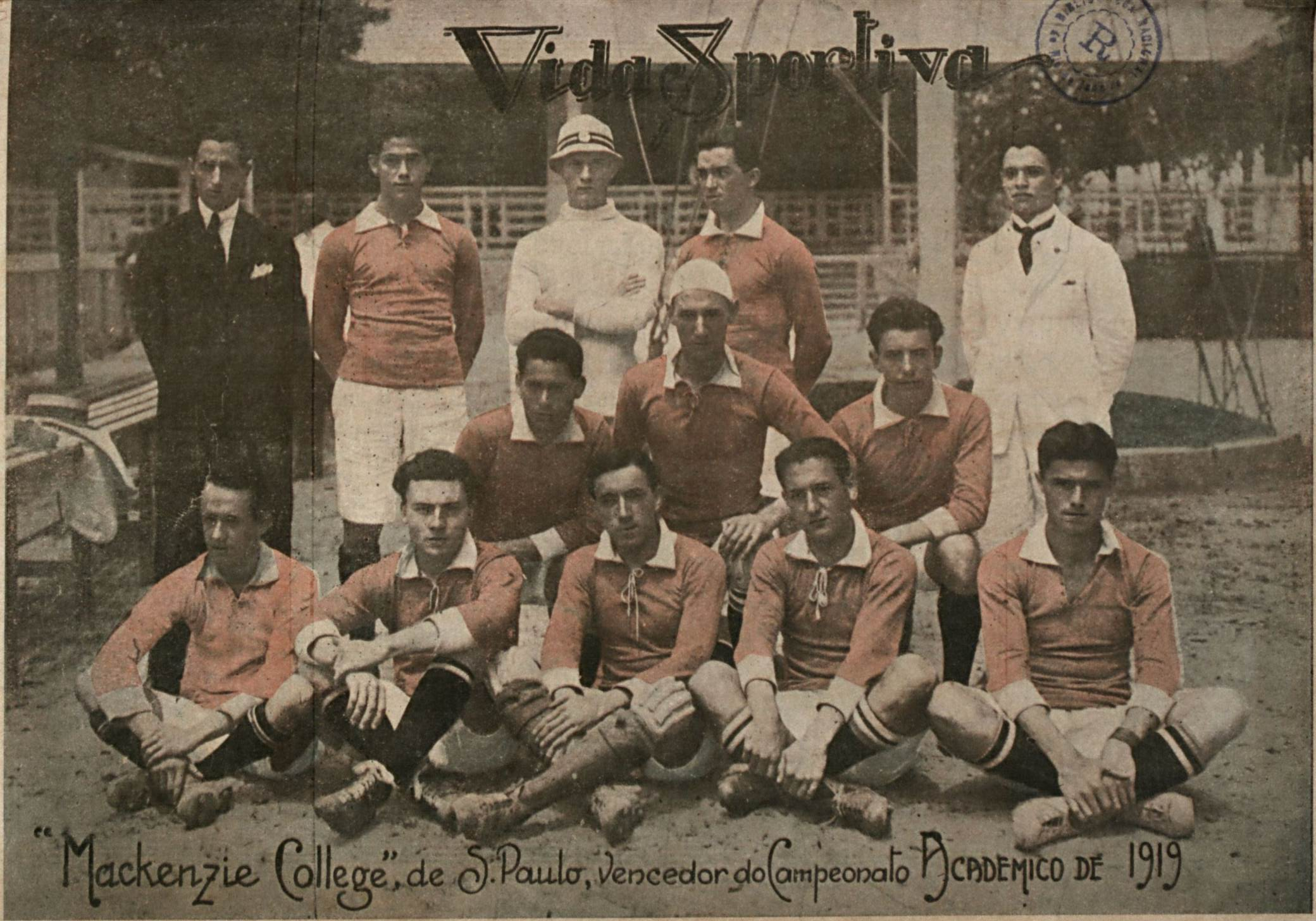
AA Mackenzie – Akademischer Meister von 1919

Die Associação Atlética Mackenzie College war ein brasilianischer Fußballverein, der die Anfangszeit des Fußballs in Brasilien mitprägte. Die AA Mackenzie College gründete sich am 18. August 1898 aus Schülern des Mackenzie College in São Paulo und war damit der erste von Brasilianern gegründete Fußballverein des Landes.

## Geschichte
1896 kehrte Professor Augusto Shaw aus den USA zurück und begann die Schüler für Sportarten wie Basketball, Fußball und Rugby zu interessieren. In Folge gründeten 1898 Studenten die AA Mackenzie College. Unter den Gründern war der aus dem nordostbrasilianischen Staat Maranhão stammende Belfort Duarte. Dieser wurde zu einem der wesentlichen brasilianischen Fußballpioniere und zählte 1904 zu den Mitbegründern des America FC in Rio de Janeiro und 1916 des América FC von São Paulo. Viele weitere Vereine in ganz Brasilien nannten sich in Folge ebenso América. Es waren auch Mackenzie-Studenten, die 1902 den Fußball in Santos und Sorocaba bekannt machten.
1902 gehörte die Mannschaft zu den Gründungsmitgliedern der Meisterschaft von São Paulo, dem ältesten Wettbewerb Brasiliens. Am 3. Mai 1902 wurde im Parque Antarctica das erste offizielle Spiel in der Geschichte von São Paulo und des brasilianischen Fußballs zwischen Mackenzie und dem SC Germânia. Die Mannschaft gewann mit 2:1, wobei sich Mário Eppinghaus von Mackenzie, einem der Mitbegründer, als Schütze des ersten Tores in brasilianischen Fußballwettbewerben unsterblich machte. Mackenzie beendete die Saison als Dritter der sechs Teilnehmer und der São Paulo Athletic Club trug sich als erster Meister in die Annalen ein. Die beste Platzierung der Vereinsgeschichte sollte die Vizemeisterschaft von 1915 hinter der AA das Palmeiras in der Meisterschaft der APSA in der damals durch ein Schisma aufgespaltenen Meisterschaft.
1907 sog sich Mackenzie aus dem Meisterschaftswettbewerb zurück, nahm aber ab 1912 wieder teil. In der Folgezeit traten Spieler wie Arthur Friedenreich, nach seinem Abgang von Germânia, zwischen 1912 und 1913, und 1915 Manuel Nunes „Neco“ für den Klub an, aber es reichte nicht zu größeren Erfolgen.
1920 bildete Mackenzie mit dem kurz zuvor gegründeten Klub Portuguesa eine Spielgemeinschaft, die vor allem dazu diente, der Portuguesa Zugang zur Liga zu ermöglichen, da diese den Anmeldeschluss verpasste. Die Kombination hatte als Mackenzie-Portuguesa, oft kurz als „Mack-Port“ Bezug genommen, bis 1922 bestand. Danach zog sich Mackenzie vom großen Fußball zurück und es wurden nur noch gelegentliche Freundschaftsspiele vom Verein vermeldet.
Der Name Mackenzie hat noch in vielen weiteren Sportarten aktuelle Bedeutung.

### Platzierungen in der Meisterschaft
| 1902 | 1903 | 1904 | 1905 | 1906 | 1912 | 1913 | 1914 | 1915 | 1916 | 1917 | 1918 | 1919 | 1920 | 1921 | 1922 |  |
| 3.   | 3.   | 4.   | 5.   | 5.   | 3.   | 2.   | 3.   | 2.   | 3.   | 9.   | 8.   | 10.  | 9.   | 8.   | 10.  |  |
1913 bis 1916 in der Liga der APSA
1920 bis 1922 in Spielgemeinschaft mit der Portuguesa